# 竹内金治郎
竹内 金治郎（たけうち きんじろう、1900年(明治33年)5月24日 - 1984年(昭和59年)11月5日）は、国文学者。

## 経歴
千葉県君津市生まれ。小学校の代用教員ののち、1930年日本大学法文学部国文科卒、日大教授、1960年「万葉集の修辞的研究」で日大文学博士。70年定年、名誉教授、帝京大学文学部教授、文学部長。77年退任。

## 著書
- 『万葉東歌私攷』桜楓社 国語国文学研究叢書、1980

### 共編
- 『万葉防人歌新注』編 桜楓社、1976
- 『万葉集』秋葉安太郎、森淳司共編 桜楓社、1976

## 参考
- 『万葉東歌私攷』著者紹介
- 『人物物故大年表』